# Elecciones provinciales de Santa Fe de 1946
Las elecciones generales de la provincia de Santa Fe de 1946 tuvieron lugar el domingo 24 de febrero, con el objetivo de restaurar las instituciones democráticas constitucionales y autónomas de la provincia después de tres años de la dictadura militar surgida del golpe de Estado denominado Revolución del 43. Se realizaron al mismo tiempo que las elecciones presidenciales y legislativas a nivel nacional. Se debía elegir a los 60 escaños del Colegio Electoral Provincial para elegir al gobernador y al vicegobernador, a los 41 escaños de la Cámara de Diputados, y a los 19 senadores departamentales, que compondrían los poderes ejecutivo y legislativo para el período 1946-1950. Se eligieron también a los intendentes de la totalidad de los municipios y sus respectivos concejos deliberantes.
Al mismo tiempo que a nivel nacional Juan Domingo Perón, candidato de una coalición entre el Partido Laborista (PL), la Junta Renovadora de la Unión Cívica Radical (UCR-JR), y el Partido Independiente (PI), resultaba electo presidente de la Nación Argentina por amplio margen, el candidato de la coalición en Santa Fe, Leandro Meiners, ganó la gobernación con 55,96% de los votos, obteniendo 53 de los 60 electores y garantizándose por aplastante margen la gobernación ante el 21,76% de Luciano Molinas, del Partido Demócrata Progresista (PDP) y apoyado a su vez por el Partido Comunista (PCA); el 20,53% de Eduardo Teisaire, de la Unión Cívica Radical (UCR); y el 1,75% de Manuel María de Iriondo, de la Unión Cívica Radical de Santa Fe (UCR-SF). Meiners triunfó en todos los departamentos menos en Garay y San Javier, donde triunfó Teisaire, y en San Martín, donde se impuso Molinas. La participación fue del 83,95% del electorado registrado.
Con respecto a la Legislatura Provincial, la coalición entre el laborismo, el radicalismo renovador y los conservadores independientes tomó el control de ambas cámaras con mayoría de dos tercios, pero ni el PL ni la UCR-JR lograron mayoría propia. El naciente peronismo obtuvo 37 de los 41 escaños de la Cámara de Diputados, y 16 de los 19 escaños del Senado. El PDP y la UCR obtuvieron 2 diputados cada uno. En cuanto al Senado, la UCR se quedó con las bancas de Garay y San Javier, mientras que el PDP se quedó con el escaño por San Martín. De este modo, aunque el PDP fue el segundo partido más votado en todas las instancias, la UCR obtuvo un senador más y fue la segunda minoría en dicha cámara.
El 11 de mayo de 1946 el Colegio Electoral Provincial eligió a Leandro Meiners y Juan Pardal con 53 votos. Luciano Molinas y José Antelo recibieron tres votos cada uno, así como Eduardo Teisaire y Juan del Matti.
Meiners y los legisladores electos debían asumir su mandato el 24 de mayo. Sin embargo, el 18 de mayo, una semana antes, Meiners se suicidó sorpresivamente en Buenos Aires. Esto desató una lucha entre el PL y la UCR-JR por la sucesión, sin que el vicegobernador electo Juan D. Pardal contara con apoyo político para acceder al cargo (a pesar de ser lo constitucionalmente previsto). Finalmente, el Colegio Electoral debió volver a reunirse el 15 de junio de 1946, eligiendo al laborista Waldino Suárez por unanimidad con 44 votos.
Suárez asumió el día siguiente, el 16 de junio, aunque de todas formas no pudo completar el mandato constitucional ya que las crecientes internas del peronismo llevaron a que fuera depuesto por una intervención federal de parte de Perón, el 8 de febrero de 1949.

## Cargos a elegir
| Departamento     | A elegir  | A elegir  | A elegir  |
| Departamento     | Electores | Diputados | Senadores |
| ---------------- | --------- | --------- | --------- |
| Belgrano         | 2         | 1         | 1         |
| Caseros          | 3         | 2         | 1         |
| Castellanos      | 4         | 3         | 1         |
| Constitución     | 3         | 2         | 1         |
| Garay            | 2         | 1         | 1         |
| General López    | 3         | 2         | 1         |
| General Obligado | 2         | 1         | 1         |
| Iriondo          | 3         | 2         | 1         |
| La Capital       | 4         | 3         | 1         |
| Las Colonias     | 4         | 3         | 1         |
| Nueve de Julio   | 2         | 1         | 1         |
| Rosario          | 11        | 10        | 1         |
| San Cristóbal    | 2         | 1         | 1         |
| San Javier       | 2         | 1         | 1         |
| San Jerónimo     | 3         | 2         | 1         |
| San Justo        | 2         | 1         | 1         |
| San Lorenzo      | 3         | 2         | 1         |
| San Martín       | 3         | 2         | 1         |
| Vera             | 2         | 1         | 1         |
| Total            | 60        | 41        | 19        |

## Tabla de resultados
| Belgrano         | 2  | — | — | 1  | — | — | 1  | — | — |
| Caseros          | 3  | — | — | 2  | — | — | 1  | — | — |
| Castellanos      | 4  | — | — | 3  | — | — | 1  | — | — |
| Constitución     | 3  | — | — | 2  | — | — | 1  | — | — |
| Garay            | —  | — | 2 | —  | — | 1 | —  | — | 1 |
| General López    | 3  | — | — | 2  | — | — | 1  | — | — |
| General Obligado | 2  | — | — | 1  | — | — | 1  | — | — |
| Iriondo          | 3  | — | — | 2  | — | — | 1  | — | — |
| La Capital       | 4  | — | — | 3  | — | — | 1  | — | — |
| Las Colonias     | 4  | — | — | 3  | — | — | 1  | — | — |
| Nueve de Julio   | 2  | — | — | 1  | — | — | 1  | — | — |
| Rosario          | 11 | — | — | 10 | — | — | 1  | — | — |
| San Cristóbal    | 2  | — | — | 1  | — | — | 1  | — | — |
| San Javier       | —  | — | 2 | —  | — | 1 | —  | — | 1 |
| San Jerónimo     | 3  | — | — | 2  | — | — | 1  | — | — |
| San Justo        | 2  | — | — | 1  | — | — | 1  | — | — |
| San Lorenzo      | 3  | — | — | 2  | — | — | 1  | — | — |
| San Martín       | —  | 3 | — | —  | 2 | — | —  | 1 | — |
| Vera             | 2  | — | — | 1  | — | — | 1  | — | — |
| Total            | 53 | 3 | 4 | 37 | 2 | 2 | 16 | 1 | 2 |

## Resultados

### Gobernador y vicegobernador
|  | 55,96 % |

|  | 21,76 % |

|  | 20,53 % |

|  | 1,75 % |

|  | 100 % |

|  | 83,95 % |

#### Resultados por departamentos
| Belgrano 2 Electores                | Belgrano 2 Electores                     | Belgrano 2 Electores | Belgrano 2 Electores | Belgrano 2 Electores |
| Partido/Alianza                     | Partido/Alianza                          | Votos                | %                    | Bancas               |
| ----------------------------------- | ---------------------------------------- | -------------------- | -------------------- | -------------------- |
|                                     | Partido Laborista - UCR Junta Renovadora | 3.570                | 53,96                | 2/2                  |
|                                     | Partido Demócrata Progresista            | 1.600                | 24,18                |                      |
|                                     | Unión Cívica Radical                     | 1.294                | 19,56                |                      |
|                                     | Unión Cívica Radical de Santa Fe         | 152                  | 2,30                 |                      |
| Total de votos                      | Total de votos                           | 6.616                | 100                  |                      |
| Electores registrados/participación | Electores registrados/participación      | 7.588                | 87,19                |                      |
| Caseros 3 Electores                 |                                          |                      |                      |                      |
| Partido/Alianza                     | Partido/Alianza                          | Votos                | %                    | Bancas               |
|                                     | Partido Laborista - UCR Junta Renovadora | 7.961                | 59,08                | 3/3                  |
|                                     | Partido Demócrata Progresista            | 3.491                | 25,91                |                      |
|                                     | Unión Cívica Radical                     | 1.900                | 14,10                |                      |
|                                     | Unión Cívica Radical de Santa Fe         | 124                  | 0,92                 |                      |
| Total de votos                      | Total de votos                           | 13.476               | 100                  |                      |
| Electores registrados/participación | Electores registrados/participación      | 15.591               | 86,43                |                      |
| Castellanos 4 Electores             |                                          |                      |                      |                      |
| Partido/Alianza                     | Partido/Alianza                          | Votos                | %                    | Bancas               |
|                                     | Partido Laborista - UCR Junta Renovadora | 7.320                | 38,45                | 4/4                  |
|                                     | Unión Cívica Radical                     | 6.829                | 35,87                |                      |
|                                     | Partido Demócrata Progresista            | 4.549                | 23,90                |                      |
|                                     | Unión Cívica Radical de Santa Fe         | 339                  | 1,78                 |                      |
| Total de votos                      | Total de votos                           | 19.037               | 100                  |                      |
| Electores registrados/participación | Electores registrados/participación      | 21.517               | 88,47                |                      |
| Constitución 3 Electores            |                                          |                      |                      |                      |
| Partido/Alianza                     | Partido/Alianza                          | Votos                | %                    | Bancas               |
|                                     | Partido Laborista - UCR Junta Renovadora | 6.791                | 54,80                | 3/3                  |
|                                     | Partido Demócrata Progresista            | 3.327                | 26,85                |                      |
|                                     | Unión Cívica Radical                     | 2.200                | 17,75                |                      |
|                                     | Unión Cívica Radical de Santa Fe         | 75                   | 0,61                 |                      |
| Total de votos                      | Total de votos                           | 12.393               | 100                  |                      |
| Electores registrados/participación | Electores registrados/participación      | 14.255               | 86,94                |                      |
| Garay 2 Electores                   |                                          |                      |                      |                      |
| Partido/Alianza                     | Partido/Alianza                          | Votos                | %                    | Bancas               |
|                                     | Unión Cívica Radical                     | 1.332                | 48,37                | 2/2                  |
|                                     | Partido Laborista - UCR Junta Renovadora | 1.163                | 42,23                |                      |
|                                     | Partido Demócrata Progresista            | 168                  | 6,10                 |                      |
|                                     | Unión Cívica Radical de Santa Fe         | 91                   | 3,30                 |                      |
| Total de votos                      | Total de votos                           | 2.754                | 100                  |                      |
| Electores registrados/participación | Electores registrados/participación      | 3.270                | 84,22                |                      |
| General López 3 Electores           |                                          |                      |                      |                      |
| Partido/Alianza                     | Partido/Alianza                          | Votos                | %                    | Bancas               |
|                                     | Partido Laborista - UCR Junta Renovadora | 15.471               | 58,58                | 3/3                  |
|                                     | Unión Cívica Radical                     | 5.246                | 19,86                |                      |
|                                     | Partido Demócrata Progresista            | 5.177                | 19,60                |                      |
|                                     | Unión Cívica Radical de Santa Fe         | 515                  | 1,95                 |                      |
| Total de votos                      | Total de votos                           | 26.409               | 100                  |                      |
| Electores registrados/participación | Electores registrados/participación      | 32.568               | 81,09                |                      |
| General Obligado 2 Electores        |                                          |                      |                      |                      |
| Partido/Alianza                     | Partido/Alianza                          | Votos                | %                    | Bancas               |
|                                     | Partido Laborista - UCR Junta Renovadora | 9.935                | 65,16                | 2/2                  |
|                                     | Unión Cívica Radical                     | 4.173                | 27,37                |                      |
|                                     | Partido Demócrata Progresista            | 1.138                | 7,46                 |                      |
| Total de votos                      | Total de votos                           | 15.246               | 100                  |                      |
| Electores registrados/participación | Electores registrados/participación      | 21.437               | 71,12                |                      |
| Iriondo 3 Electores                 |                                          |                      |                      |                      |
| Partido/Alianza                     | Partido/Alianza                          | Votos                | %                    | Bancas               |
|                                     | Partido Laborista - UCR Junta Renovadora | 6.199                | 55,51                | 3/3                  |
|                                     | Partido Demócrata Progresista            | 2.870                | 25,70                |                      |
|                                     | Unión Cívica Radical                     | 1.985                | 17,78                |                      |
|                                     | Unión Cívica Radical de Santa Fe         | 113                  | 1,01                 |                      |
| Total de votos                      | Total de votos                           | 11.167               | 100                  |                      |
| Electores registrados/participación | Electores registrados/participación      | 12.835               | 87,00                |                      |
| La Capital 4 Electores              |                                          |                      |                      |                      |
| Partido/Alianza                     | Partido/Alianza                          | Votos                | %                    | Bancas               |
|                                     | Partido Laborista - UCR Junta Renovadora | 25.638               | 60,83                | 4/4                  |
|                                     | Unión Cívica Radical                     | 8.355                | 19,82                |                      |
|                                     | Partido Demócrata Progresista            | 6.622                | 15,71                |                      |
|                                     | Unión Cívica Radical de Santa Fe         | 1.532                | 3,63                 |                      |
| Total de votos                      | Total de votos                           | 42.147               | 100                  |                      |
| Electores registrados/participación | Electores registrados/participación      | 50.783               | 82,99                |                      |
| Las Colonias 4 Electores            |                                          |                      |                      |                      |
| Partido/Alianza                     | Partido/Alianza                          | Votos                | %                    | Bancas               |
|                                     | Partido Laborista - UCR Junta Renovadora | 6.015                | 38,80                | 4/4                  |
|                                     | Unión Cívica Radical                     | 5.549                | 35,80                |                      |
|                                     | Partido Demócrata Progresista            | 3.557                | 22,95                |                      |
|                                     | Unión Cívica Radical de Santa Fe         | 381                  | 2,46                 |                      |
| Total de votos                      | Total de votos                           | 15.502               | 100                  |                      |
| Electores registrados/participación | Electores registrados/participación      | 17.878               | 86,71                |                      |
| Nueve de Julio 2 Electores          |                                          |                      |                      |                      |
| Partido/Alianza                     | Partido/Alianza                          | Votos                | %                    | Bancas               |
|                                     | Partido Laborista - UCR Junta Renovadora | 2.060                | 64,72                | 2/2                  |
|                                     | Unión Cívica Radical                     | 792                  | 24,88                |                      |
|                                     | Partido Demócrata Progresista            | 192                  | 6,03                 |                      |
|                                     | Unión Cívica Radical de Santa Fe         | 139                  | 4,37                 |                      |
| Total de votos                      | Total de votos                           | 3.183                | 100                  |                      |
| Electores registrados/participación | Electores registrados/participación      | 5.004                | 63,61                |                      |
| Rosario 11 Electores                |                                          |                      |                      |                      |
| Partido/Alianza                     | Partido/Alianza                          | Votos                | %                    | Bancas               |
|                                     | Partido Laborista - UCR Junta Renovadora | 68.536               | 63,36                | 11/11                |
|                                     | Partido Demócrata Progresista            | 25.167               | 23,27                |                      |
|                                     | Unión Cívica Radical                     | 13.391               | 12,38                |                      |
|                                     | Unión Cívica Radical de Santa Fe         | 1.069                | 0,99                 |                      |
| Total de votos                      | Total de votos                           | 108.163              | 100                  |                      |
| Electores registrados/participación | Electores registrados/participación      | 124.562              | 86,83                |                      |
| San Cristóbal 2 Electores           |                                          |                      |                      |                      |
| Partido/Alianza                     | Partido/Alianza                          | Votos                | %                    | Bancas               |
|                                     | Partido Laborista - UCR Junta Renovadora | 6.536                | 53,00                | 2/2                  |
|                                     | Unión Cívica Radical                     | 3.042                | 24,67                |                      |
|                                     | Partido Demócrata Progresista            | 2.600                | 21,08                |                      |
|                                     | Unión Cívica Radical de Santa Fe         | 154                  | 1,25                 |                      |
| Total de votos                      | Total de votos                           | 12.332               | 100                  |                      |
| Electores registrados/participación | Electores registrados/participación      | 15.066               | 81,85                |                      |
| San Javier 2 Electores              |                                          |                      |                      |                      |
| Partido/Alianza                     | Partido/Alianza                          | Votos                | %                    | Bancas               |
|                                     | Unión Cívica Radical                     | 2.119                | 57,91                | 2/2                  |
|                                     | Partido Laborista - UCR Junta Renovadora | 1.157                | 31,62                |                      |
|                                     | Partido Demócrata Progresista            | 383                  | 10,47                |                      |
| Total de votos                      | Total de votos                           | 3.659                | 100                  |                      |
| Electores registrados/participación | Electores registrados/participación      | 4.713                | 77,64                |                      |
| San Jerónimo 3 Electores            |                                          |                      |                      |                      |
| Partido/Alianza                     | Partido/Alianza                          | Votos                | %                    | Bancas               |
|                                     | Partido Laborista - UCR Junta Renovadora | 4.500                | 35,45                | 3/3                  |
|                                     | Partido Demócrata Progresista            | 4.127                | 32,51                |                      |
|                                     | Unión Cívica Radical                     | 3.117                | 24,56                |                      |
|                                     | Unión Cívica Radical de Santa Fe         | 949                  | 7,48                 |                      |
| Total de votos                      | Total de votos                           | 12.693               | 100                  |                      |
| Electores registrados/participación | Electores registrados/participación      | 14.766               | 85,96                |                      |
| San Justo 2 Electores               |                                          |                      |                      |                      |
| Partido/Alianza                     | Partido/Alianza                          | Votos                | %                    | Bancas               |
|                                     | Partido Laborista - UCR Junta Renovadora | 3.138                | 43,04                | 2/2                  |
|                                     | Partido Demócrata Progresista            | 2.075                | 28,46                |                      |
|                                     | Unión Cívica Radical                     | 2.071                | 28,40                |                      |
|                                     | Unión Cívica Radical de Santa Fe         | 7                    | 0,10                 |                      |
| Total de votos                      | Total de votos                           | 7.291                | 100                  |                      |
| Electores registrados/participación | Electores registrados/participación      | 9.156                | 79,63                |                      |
| San Lorenzo 3 Electores             |                                          |                      |                      |                      |
| Partido/Alianza                     | Partido/Alianza                          | Votos                | %                    | Bancas               |
|                                     | Partido Laborista - UCR Junta Renovadora | 7.382                | 59,55                | 3/3                  |
|                                     | Partido Demócrata Progresista            | 2.523                | 20,35                |                      |
|                                     | Unión Cívica Radical                     | 2.394                | 19,31                |                      |
|                                     | Unión Cívica Radical de Santa Fe         | 98                   | 0,79                 |                      |
| Total de votos                      | Total de votos                           | 12.397               | 100                  |                      |
| Electores registrados/participación | Electores registrados/participación      | 14.185               | 87,40                |                      |
| San Martín 3 Electores              |                                          |                      |                      |                      |
| Partido/Alianza                     | Partido/Alianza                          | Votos                | %                    | Bancas               |
|                                     | Partido Demócrata Progresista            | 4.206                | 36,34                | 3/3                  |
|                                     | Partido Laborista - UCR Junta Renovadora | 4.079                | 35,25                |                      |
|                                     | Unión Cívica Radical                     | 3.027                | 26,16                |                      |
|                                     | Unión Cívica Radical de Santa Fe         | 261                  | 2,26                 |                      |
| Total de votos                      | Total de votos                           | 11.573               | 100                  |                      |
| Electores registrados/participación | Electores registrados/participación      | 13.249               | 87,35                |                      |
| Vera 2 Electores                    |                                          |                      |                      |                      |
| Partido/Alianza                     | Partido/Alianza                          | Votos                | %                    | Bancas               |
|                                     | Partido Laborista - UCR Junta Renovadora | 5.086                | 63,46                | 2/2                  |
|                                     | Unión Cívica Radical                     | 1.808                | 22,56                |                      |
|                                     | Partido Demócrata Progresista            | 1.089                | 13,59                |                      |
|                                     | Unión Cívica Radical de Santa Fe         | 31                   | 0,39                 |                      |
| Total de votos                      | Total de votos                           | 8.014                | 100                  |                      |
| Electores registrados/participación | Electores registrados/participación      | 11.420               | 70,18                |                      |

### Cámara de Diputados
|  | 55,84 % |

|  | 21,49 % |

|  | 20,83 % |

|  | 1,85 % |

|  | 100 % |

|  | 83,76 % |

#### Resultados por departamentos
| Belgrano 1 Diputado                 | Belgrano 1 Diputado                      | Belgrano 1 Diputado | Belgrano 1 Diputado | Belgrano 1 Diputado | Belgrano 1 Diputado |
| Partido/Alianza                     | Partido/Alianza                          | Votos               | %                   | Bancas              | Electos |
| ----------------------------------- | ---------------------------------------- | ------------------- | ------------------- | ------------------- | --- |
|                                     | Partido Laborista - UCR Junta Renovadora | 3.555               | 54,02               | 1/1                 | - Eleazar E. H. Zapata |
|                                     | Partido Demócrata Progresista            | 1.567               | 23,81               |                     | |
|                                     | Unión Cívica Radical                     | 1.310               | 19,91               |                     | |
|                                     | Unión Cívica Radical de Santa Fe         | 149                 | 2,26                |                     | |
| Total de votos                      | Total de votos                           | 6.581               | 100                 |                     | |
| Electores registrados/participación | Electores registrados/participación      | 7.588               | 86,73               |                     | |
| Caseros 2 Diputados                 |                                          |                     |                     |                     | |
| Partido/Alianza                     | Partido/Alianza                          | Votos               | %                   | Bancas              | Electos |
|                                     | Partido Laborista - UCR Junta Renovadora | 7.711               | 58,41               | 2/2                 | - Emilio C. Parma - Oscar Galdiz |
|                                     | Partido Demócrata Progresista            | 3.430               | 25,98               |                     | |
|                                     | Unión Cívica Radical                     | 1.932               | 14,64               |                     | |
|                                     | Unión Cívica Radical de Santa Fe         | 128                 | 0,97                |                     | |
| Total de votos                      | Total de votos                           | 13.201              | 100                 |                     | |
| Electores registrados/participación | Electores registrados/participación      | 15.591              | 84,67               |                     | |
| Castellanos 3 Diputados             |                                          |                     |                     |                     | |
| Partido/Alianza                     | Partido/Alianza                          | Votos               | %                   | Bancas              | Electos |
|                                     | Partido Laborista - UCR Junta Renovadora | 7.306               | 38,34               | 3/3                 | - Rómulo C. Castro - Alberto C. Bonino - Orestes D. Lovaglio |
|                                     | Unión Cívica Radical                     | 6.942               | 36,43               |                     | |
|                                     | Partido Demócrata Progresista            | 4.410               | 23,14               |                     | |
|                                     | Unión Cívica Radical de Santa Fe         | 398                 | 2,09                |                     | |
| Total de votos                      | Total de votos                           | 19.056              | 100                 |                     | |
| Electores registrados/participación | Electores registrados/participación      | 21.517              | 88,56               |                     | |
| Constitución 2 Diputados            |                                          |                     |                     |                     | |
| Partido/Alianza                     | Partido/Alianza                          | Votos               | %                   | Bancas              | Electos |
|                                     | Partido Laborista - UCR Junta Renovadora | 6.776               | 54,69               | 2/2                 | - Luis G. Silva - José Santos Bellini |
|                                     | Partido Demócrata Progresista            | 3.312               | 26,73               |                     | |
|                                     | Unión Cívica Radical                     | 2.216               | 17,89               |                     | |
|                                     | Unión Cívica Radical de Santa Fe         | 86                  | 0,69                |                     | |
| Total de votos                      | Total de votos                           | 12.390              | 100                 |                     | |
| Electores registrados/participación | Electores registrados/participación      | 14.255              | 86,92               |                     | |
| Garay 1 Diputado                    |                                          |                     |                     |                     | |
| Partido/Alianza                     | Partido/Alianza                          | Votos               | %                   | Bancas              | Electos |
|                                     | Unión Cívica Radical                     | 1.380               | 50,44               | 1/1                 | - Juan Scaliter |
|                                     | Partido Laborista - UCR Junta Renovadora | 1.146               | 41,89               |                     | |
|                                     | Partido Demócrata Progresista            | 122                 | 4,46                |                     | |
|                                     | Unión Cívica Radical de Santa Fe         | 88                  | 3,22                |                     | |
| Total de votos                      | Total de votos                           | 2.736               | 100                 |                     | |
| Electores registrados/participación | Electores registrados/participación      | 3.270               | 83,67               |                     | |
| General López 2 Diputados           |                                          |                     |                     |                     | |
| Partido/Alianza                     | Partido/Alianza                          | Votos               | %                   | Bancas              | Electos |
|                                     | Partido Laborista - UCR Junta Renovadora | 15.469              | 58,59               | 2/2                 | - Ramón Pereyra Domínguez - Adolfo Vicente Rubino |
|                                     | Unión Cívica Radical                     | 5.277               | 19,99               |                     | |
|                                     | Partido Demócrata Progresista            | 5.039               | 19,09               |                     | |
|                                     | Unión Cívica Radical de Santa Fe         | 615                 | 2,33                |                     | |
| Total de votos                      | Total de votos                           | 26.400              | 100                 |                     | |
| Electores registrados/participación | Electores registrados/participación      | 32.568              | 81,06               |                     | |
| General Obligado 1 Diputado         |                                          |                     |                     |                     | |
| Partido/Alianza                     | Partido/Alianza                          | Votos               | %                   | Bancas              | Electos |
|                                     | Partido Laborista - UCR Junta Renovadora | 9.951               | 65,30               | 1/1                 | - Alberto Nuro |
|                                     | Unión Cívica Radical                     | 4.173               | 27,38               |                     | |
|                                     | Partido Demócrata Progresista            | 1.115               | 7,32                |                     | |
| Total de votos                      | Total de votos                           | 15.239              | 100                 |                     | |
| Electores registrados/participación | Electores registrados/participación      | 21.437              | 71,09               |                     | |
| Iriondo 2 Diputados                 |                                          |                     |                     |                     | |
| Partido/Alianza                     | Partido/Alianza                          | Votos               | %                   | Bancas              | Electos |
|                                     | Partido Laborista - UCR Junta Renovadora | 6.182               | 55,32               | 2/2                 | - José Crosignani - Juan B. Perero |
|                                     | Partido Demócrata Progresista            | 2.833               | 25,35               |                     | |
|                                     | Unión Cívica Radical                     | 2.045               | 18,30               |                     | |
|                                     | Unión Cívica Radical de Santa Fe         | 114                 | 1,02                |                     | |
| Total de votos                      | Total de votos                           | 11.174              | 100                 |                     | |
| Electores registrados/participación | Electores registrados/participación      | 12.835              | 87,06               |                     | |
| La Capital 3 Diputados              |                                          |                     |                     |                     | |
| Partido/Alianza                     | Partido/Alianza                          | Votos               | %                   | Bancas              | Electos |
|                                     | Partido Laborista - UCR Junta Renovadora | 25.422              | 60,71               | 3/3                 | - Francisco González - Hugo A. Núñez - Miguel Torres |
|                                     | Unión Cívica Radical                     | 8.530               | 20,37               |                     | |
|                                     | Partido Demócrata Progresista            | 6.416               | 15,32               |                     | |
|                                     | Unión Cívica Radical de Santa Fe         | 1.486               | 3,55                |                     | |
| Total de votos                      | Total de votos                           | 41.874              | 100                 |                     | |
| Electores registrados/participación | Electores registrados/participación      | 50.783              | 82,46               |                     | |
| Las Colonias 3 Diputados            |                                          |                     |                     |                     | |
| Partido/Alianza                     | Partido/Alianza                          | Votos               | %                   | Bancas              | Electos |
|                                     | Partido Laborista - UCR Junta Renovadora | 5.963               | 38,59               | 3/3                 | - Luis C. Santa Cruz - Rodolfo Roselli - Raúl L. Bruera |
|                                     | Unión Cívica Radical                     | 5.541               | 35,85               |                     | |
|                                     | Partido Demócrata Progresista            | 3.569               | 23,09               |                     | |
|                                     | Unión Cívica Radical de Santa Fe         | 381                 | 2,47                |                     | |
| Total de votos                      | Total de votos                           | 15.454              | 100                 |                     | |
| Electores registrados/participación | Electores registrados/participación      | 17.878              | 86,44               |                     | |
| Nueve de Julio 1 Diputado           |                                          |                     |                     |                     | |
| Partido/Alianza                     | Partido/Alianza                          | Votos               | %                   | Bancas              | Electos |
|                                     | Partido Laborista - UCR Junta Renovadora | 2.042               | 64,25               | 1/1                 | - Rodolfo A. Romero |
|                                     | Unión Cívica Radical                     | 773                 | 24,32               |                     | |
|                                     | Partido Demócrata Progresista            | 184                 | 5,79                |                     | |
|                                     | Unión Cívica Radical de Santa Fe         | 179                 | 5,63                |                     | |
| Total de votos                      | Total de votos                           | 3.178               | 100                 |                     | |
| Electores registrados/participación | Electores registrados/participación      | 5.004               | 63,51               |                     | |
| Rosario 10 Diputados                |                                          |                     |                     |                     | |
| Partido/Alianza                     | Partido/Alianza                          | Votos               | %                   | Bancas              | Electos |
|                                     | Partido Laborista - UCR Junta Renovadora | 68.555              | 63,34               | 10/10               | Ver electos: - Ángel C. Marini - Arturo N. Amato - Jorge Sesán - Emilio González - Emilio Sosa - Eduardo Torres - Ernesto Copes - Octavio V. Vanucci - Pedro Robirosa - José A. Casari |
|                                     | Partido Demócrata Progresista            | 24.968              | 23,07               |                     | |
|                                     | Unión Cívica Radical                     | 13.564              | 12,53               |                     | |
|                                     | Unión Cívica Radical de Santa Fe         | 1.142               | 1,06                |                     | |
| Total de votos                      | Total de votos                           | 108.229             | 100                 |                     | |
| Electores registrados/participación | Electores registrados/participación      | 124.562             | 86,89               |                     | |
| San Cristóbal 1 Diputado            |                                          |                     |                     |                     | |
| Partido/Alianza                     | Partido/Alianza                          | Votos               | %                   | Bancas              | Electos |
|                                     | Partido Laborista - UCR Junta Renovadora | 6.512               | 52,90               | 1/1                 | - Segundo A. Ávila |
|                                     | Unión Cívica Radical                     | 3.051               | 24,78               |                     | |
|                                     | Partido Demócrata Progresista            | 2.589               | 21,03               |                     | |
|                                     | Unión Cívica Radical de Santa Fe         | 159                 | 1,29                |                     | |
| Total de votos                      | Total de votos                           | 12.311              | 100                 |                     | |
| Electores registrados/participación | Electores registrados/participación      | 15.066              | 81,71               |                     | |
| San Javier 1 Diputado               |                                          |                     |                     |                     | |
| Partido/Alianza                     | Partido/Alianza                          | Votos               | %                   | Bancas              | Electos |
|                                     | Unión Cívica Radical                     | 2.127               | 58,29               | 1/1                 | - Carlos Loubiere |
|                                     | Partido Laborista - UCR Junta Renovadora | 1.154               | 31,63               |                     | |
|                                     | Partido Demócrata Progresista            | 368                 | 10,08               |                     | |
| Total de votos                      | Total de votos                           | 3.649               | 100                 |                     | |
| Electores registrados/participación | Electores registrados/participación      | 4.713               | 77,42               |                     | |
| San Jerónimo 2 Diputados            |                                          |                     |                     |                     | |
| Partido/Alianza                     | Partido/Alianza                          | Votos               | %                   | Bancas              | Electos |
|                                     | Partido Laborista - UCR Junta Renovadora | 4.429               | 34,75               | 2/2                 | - Nazareno C. Rossi - Santiago L. Costa |
|                                     | Partido Demócrata Progresista            | 4.074               | 31,97               |                     | |
|                                     | Unión Cívica Radical                     | 3.235               | 25,38               |                     | |
|                                     | Unión Cívica Radical de Santa Fe         | 1.006               | 7,89                |                     | |
| Total de votos                      | Total de votos                           | 12.744              | 100                 |                     | |
| Electores registrados/participación | Electores registrados/participación      | 14.766              | 86,31               |                     | |
| San Justo 1 Diputado                |                                          |                     |                     |                     | |
| Partido/Alianza                     | Partido/Alianza                          | Votos               | %                   | Bancas              | Electos |
|                                     | Partido Laborista - UCR Junta Renovadora | 3.006               | 41,85               | 1/1                 | - Arturo J. Ludueña |
|                                     | Unión Cívica Radical                     | 2.122               | 29,54               |                     | |
|                                     | Partido Demócrata Progresista            | 2.051               | 28,55               |                     | |
|                                     | Unión Cívica Radical de Santa Fe         | 4                   | 0,06                |                     | |
| Total de votos                      | Total de votos                           | 7.183               | 100                 |                     | |
| Electores registrados/participación | Electores registrados/participación      | 9.156               | 78,45               |                     | |
| San Lorenzo 2 Diputados             |                                          |                     |                     |                     | |
| Partido/Alianza                     | Partido/Alianza                          | Votos               | %                   | Bancas              | Electos |
|                                     | Partido Laborista - UCR Junta Renovadora | 7.372               | 59,52               | 2/2                 | - Mariano Grassano - Emilio Ruiz Echesortu |
|                                     | Partido Demócrata Progresista            | 2.480               | 20,02               |                     | |
|                                     | Unión Cívica Radical                     | 2.430               | 19,62               |                     | |
|                                     | Unión Cívica Radical de Santa Fe         | 103                 | 0,83                |                     | |
| Total de votos                      | Total de votos                           | 12.385              | 100                 |                     | |
| Electores registrados/participación | Electores registrados/participación      | 14.185              | 87,31               |                     | |
| San Martín 2 Diputados              |                                          |                     |                     |                     | |
| Partido/Alianza                     | Partido/Alianza                          | Votos               | %                   | Bancas              | Electos |
|                                     | Partido Demócrata Progresista            | 4.177               | 36,23               | 2/2                 | - Adero Enzo Marchetti - Juan Carlos Guevara |
|                                     | Partido Laborista - UCR Junta Renovadora | 4.058               | 35,20               |                     | |
|                                     | Unión Cívica Radical                     | 3.029               | 26,28               |                     | |
|                                     | Unión Cívica Radical de Santa Fe         | 264                 | 2,29                |                     | |
| Total de votos                      | Total de votos                           | 11.528              | 100                 |                     | |
| Electores registrados/participación | Electores registrados/participación      | 13.249              | 87,01               |                     | |
| Vera 1 Diputado                     |                                          |                     |                     |                     | |
| Partido/Alianza                     | Partido/Alianza                          | Votos               | %                   | Bancas              | Electos |
|                                     | Partido Laborista - UCR Junta Renovadora | 5.077               | 63,38               | 1/1                 | - Mario Boliesteri |
|                                     | Unión Cívica Radical                     | 1.819               | 22,71               |                     | |
|                                     | Partido Demócrata Progresista            | 1.078               | 13,46               |                     | |
|                                     | Unión Cívica Radical de Santa Fe         | 36                  | 0,45                |                     | |
| Total de votos                      | Total de votos                           | 8.010               | 100                 |                     | |
| Electores registrados/participación | Electores registrados/participación      | 11.420              | 70,14               |                     | |

### Cámara de Senadores
|  | 55,84 % |

|  | 21,52 % |

|  | 20,81 % |

|  | 1,84 % |

|  | 100 % |

|  | 83,51 % |

#### Resultados por departamentos
| Belgrano 1 Senador                  | Belgrano 1 Senador                       | Belgrano 1 Senador | Belgrano 1 Senador | Belgrano 1 Senador       |
| Partido/Alianza                     | Partido/Alianza                          | Votos              | %                  | Electo                   |
| ----------------------------------- | ---------------------------------------- | ------------------ | ------------------ | ------------------------ |
|                                     | Partido Laborista - UCR Junta Renovadora | 3.564              | 53,95              | Ángel E. Molino          |
|                                     | Partido Demócrata Progresista            | 1.567              | 23,72              |                          |
|                                     | Unión Cívica Radical                     | 1.326              | 20,07              |                          |
|                                     | Unión Cívica Radical de Santa Fe         | 149                | 2,26               |                          |
| Total de votos                      | Total de votos                           | 6.606              | 100                |                          |
| Electores registrados/participación | Electores registrados/participación      | 7.588              | 87,06              |                          |
| Caseros 1 Senador                   |                                          |                    |                    |                          |
| Partido/Alianza                     | Partido/Alianza                          | Votos              | %                  | Electo                   |
|                                     | Partido Laborista - UCR Junta Renovadora | 7.708              | 58,50              | Juan B. Campana          |
|                                     | Partido Demócrata Progresista            | 3.402              | 25,82              |                          |
|                                     | Unión Cívica Radical                     | 1.939              | 14,72              |                          |
|                                     | Unión Cívica Radical de Santa Fe         | 126                | 0,96               |                          |
| Total de votos                      | Total de votos                           | 13.175             | 100                |                          |
| Electores registrados/participación | Electores registrados/participación      | 15.591             | 84,50              |                          |
| Castellanos 1 Senador               |                                          |                    |                    |                          |
| Partido/Alianza                     | Partido/Alianza                          | Votos              | %                  | Electo                   |
|                                     | Partido Laborista - UCR Junta Renovadora | 7.287              | 38,31              | Francisco Tavella Ricós  |
|                                     | Unión Cívica Radical                     | 6.926              | 36,42              |                          |
|                                     | Partido Demócrata Progresista            | 4.410              | 23,19              |                          |
|                                     | Unión Cívica Radical de Santa Fe         | 396                | 2,08               |                          |
| Total de votos                      | Total de votos                           | 19.019             | 100                |                          |
| Electores registrados/participación | Electores registrados/participación      | 21.517             | 88,39              |                          |
| Constitución 1 Senador              |                                          |                    |                    |                          |
| Partido/Alianza                     | Partido/Alianza                          | Votos              | %                  | Electo                   |
|                                     | Partido Laborista - UCR Junta Renovadora | 6.780              | 54,79              | Federico L. Christen     |
|                                     | Partido Demócrata Progresista            | 3.311              | 26,76              |                          |
|                                     | Unión Cívica Radical                     | 2.199              | 17,77              |                          |
|                                     | Unión Cívica Radical de Santa Fe         | 84                 | 0,68               |                          |
| Total de votos                      | Total de votos                           | 12.374             | 100                |                          |
| Electores registrados/participación | Electores registrados/participación      | 14.255             | 86,80              |                          |
| Garay 1 Senador                     |                                          |                    |                    |                          |
| Partido/Alianza                     | Partido/Alianza                          | Votos              | %                  | Electo                   |
|                                     | Unión Cívica Radical                     | 1.316              | 48,31              | José Tonelli             |
|                                     | Partido Laborista - UCR Junta Renovadora | 1.163              | 42,69              |                          |
|                                     | Partido Demócrata Progresista            | 161                | 5,91               |                          |
|                                     | Unión Cívica Radical de Santa Fe         | 84                 | 3,08               |                          |
| Total de votos                      | Total de votos                           | 2.724              | 100                |                          |
| Electores registrados/participación | Electores registrados/participación      | 3.270              | 83,30              |                          |
| General López 1 Senador             |                                          |                    |                    |                          |
| Partido/Alianza                     | Partido/Alianza                          | Votos              | %                  | Electo                   |
|                                     | Partido Laborista - UCR Junta Renovadora | 15.469             | 58,65              | Leo Romagnino            |
|                                     | Unión Cívica Radical                     | 5.243              | 19,88              |                          |
|                                     | Partido Demócrata Progresista            | 5.049              | 19,14              |                          |
|                                     | Unión Cívica Radical de Santa Fe         | 616                | 2,34               |                          |
| Total de votos                      | Total de votos                           | 26.377             | 100                |                          |
| Electores registrados/participación | Electores registrados/participación      | 32.568             | 80,99              |                          |
| General Obligado 1 Senador          |                                          |                    |                    |                          |
| Partido/Alianza                     | Partido/Alianza                          | Votos              | %                  | Electo                   |
|                                     | Partido Laborista - UCR Junta Renovadora | 9.462              | 64,13              | Enrique Gil              |
|                                     | Unión Cívica Radical                     | 4.171              | 28,27              |                          |
|                                     | Partido Demócrata Progresista            | 1.121              | 7,60               |                          |
| Total de votos                      | Total de votos                           | 14.754             | 100                |                          |
| Electores registrados/participación | Electores registrados/participación      | 21.437             | 68,82              |                          |
| Iriondo 1 Senador                   |                                          |                    |                    |                          |
| Partido/Alianza                     | Partido/Alianza                          | Votos              | %                  | Electo                   |
|                                     | Partido Laborista - UCR Junta Renovadora | 6.182              | 55,46              | Abel Romegialli          |
|                                     | Partido Demócrata Progresista            | 2.819              | 25,29              |                          |
|                                     | Unión Cívica Radical                     | 2.033              | 18,24              |                          |
|                                     | Unión Cívica Radical de Santa Fe         | 113                | 1,01               |                          |
| Total de votos                      | Total de votos                           | 11.147             | 100                |                          |
| Electores registrados/participación | Electores registrados/participación      | 12.835             | 86,85              |                          |
| La Capital 1 Senador                |                                          |                    |                    |                          |
| Partido/Alianza                     | Partido/Alianza                          | Votos              | %                  | Electo                   |
|                                     | Partido Laborista - UCR Junta Renovadora | 25.326             | 60,77              | Raúl Beney               |
|                                     | Unión Cívica Radical                     | 8.516              | 20,44              |                          |
|                                     | Partido Demócrata Progresista            | 6.345              | 15,23              |                          |
|                                     | Unión Cívica Radical de Santa Fe         | 1.485              | 3,56               |                          |
| Total de votos                      | Total de votos                           | 41.672             | 100                |                          |
| Electores registrados/participación | Electores registrados/participación      | 50.783             | 82,06              |                          |
| Las Colonias 1 Senador              |                                          |                    |                    |                          |
| Partido/Alianza                     | Partido/Alianza                          | Votos              | %                  | Electo                   |
|                                     | Partido Laborista - UCR Junta Renovadora | 5.957              | 38,55              | Juan Meiners             |
|                                     | Unión Cívica Radical                     | 5.569              | 36,04              |                          |
|                                     | Partido Demócrata Progresista            | 3.548              | 22,96              |                          |
|                                     | Unión Cívica Radical de Santa Fe         | 379                | 2,45               |                          |
| Total de votos                      | Total de votos                           | 15.453             | 100                |                          |
| Electores registrados/participación | Electores registrados/participación      | 17.878             | 86,44              |                          |
| Nueve de Julio 1 Senador            |                                          |                    |                    |                          |
| Partido/Alianza                     | Partido/Alianza                          | Votos              | %                  | Electo                   |
|                                     | Partido Laborista - UCR Junta Renovadora | 2.039              | 63,82              | Mario Aguirre            |
|                                     | Unión Cívica Radical                     | 772                | 24,16              |                          |
|                                     | Partido Demócrata Progresista            | 192                | 6,01               |                          |
|                                     | Unión Cívica Radical de Santa Fe         | 192                | 6,01               |                          |
| Total de votos                      | Total de votos                           | 3.195              | 100                |                          |
| Electores registrados/participación | Electores registrados/participación      | 5.004              | 63,85              |                          |
| Rosario 1 Senador                   |                                          |                    |                    |                          |
| Partido/Alianza                     | Partido/Alianza                          | Votos              | %                  | Electo                   |
|                                     | Partido Laborista - UCR Junta Renovadora | 68.549             | 63,42              | Julio F. Díaz            |
|                                     | Partido Demócrata Progresista            | 24.907             | 23,05              |                          |
|                                     | Unión Cívica Radical                     | 13.503             | 12,49              |                          |
|                                     | Unión Cívica Radical de Santa Fe         | 1.120              | 1,04               |                          |
| Total de votos                      | Total de votos                           | 108.079            | 100                |                          |
| Electores registrados/participación | Electores registrados/participación      | 124.562            | 86,77              |                          |
| San Cristóbal 1 Senador             |                                          |                    |                    |                          |
| Partido/Alianza                     | Partido/Alianza                          | Votos              | %                  | Electo                   |
|                                     | Partido Laborista - UCR Junta Renovadora | 6.529              | 52,97              | Juan Cabutti             |
|                                     | Unión Cívica Radical                     | 3.063              | 24,85              |                          |
|                                     | Partido Demócrata Progresista            | 2.573              | 20,87              |                          |
|                                     | Unión Cívica Radical de Santa Fe         | 162                | 1,31               |                          |
| Total de votos                      | Total de votos                           | 12.327             | 100                |                          |
| Electores registrados/participación | Electores registrados/participación      | 15.066             | 81,82              |                          |
| San Javier 1 Senador                |                                          |                    |                    |                          |
| Partido/Alianza                     | Partido/Alianza                          | Votos              | %                  | Electo                   |
|                                     | Unión Cívica Radical                     | 2.128              | 58,22              | Luis E. García Tiscornia |
|                                     | Partido Laborista - UCR Junta Renovadora | 1.161              | 31,76              |                          |
|                                     | Partido Demócrata Progresista            | 366                | 10,01              |                          |
| Total de votos                      | Total de votos                           | 3.655              | 100                |                          |
| Electores registrados/participación | Electores registrados/participación      | 4.713              | 77,55              |                          |
| San Jerónimo 1 Senador              |                                          |                    |                    |                          |
| Partido/Alianza                     | Partido/Alianza                          | Votos              | %                  | Electo                   |
|                                     | Partido Laborista - UCR Junta Renovadora | 4.427              | 34,95              | Lorenzo Néstor Lesce     |
|                                     | Partido Demócrata Progresista            | 4.028              | 31,80              |                          |
|                                     | Unión Cívica Radical                     | 3.243              | 25,61              |                          |
|                                     | Unión Cívica Radical de Santa Fe         | 967                | 7,64               |                          |
| Total de votos                      | Total de votos                           | 12.665             | 100                |                          |
| Electores registrados/participación | Electores registrados/participación      | 14.766             | 85,77              |                          |
| San Justo 1 Senador                 |                                          |                    |                    |                          |
| Partido/Alianza                     | Partido/Alianza                          | Votos              | %                  | Electo                   |
|                                     | Partido Laborista - UCR Junta Renovadora | 3.021              | 42,06              | Néstor Héctor Imhof      |
|                                     | Partido Demócrata Progresista            | 2.100              | 29,24              |                          |
|                                     | Unión Cívica Radical                     | 2.058              | 28,65              |                          |
|                                     | Unión Cívica Radical de Santa Fe         | 4                  | 0,06               |                          |
| Total de votos                      | Total de votos                           | 7.183              | 100                |                          |
| Electores registrados/participación | Electores registrados/participación      | 9.156              | 78,45              |                          |
| San Lorenzo 1 Senador               |                                          |                    |                    |                          |
| Partido/Alianza                     | Partido/Alianza                          | Votos              | %                  | Electo                   |
|                                     | Partido Laborista - UCR Junta Renovadora | 7.369              | 59,58              | Amato Cittadini          |
|                                     | Partido Demócrata Progresista            | 2.473              | 20,00              |                          |
|                                     | Unión Cívica Radical                     | 2.423              | 19,59              |                          |
|                                     | Unión Cívica Radical de Santa Fe         | 103                | 0,83               |                          |
| Total de votos                      | Total de votos                           | 12.368             | 100                |                          |
| Electores registrados/participación | Electores registrados/participación      | 14.185             | 87,19              |                          |
| San Martín 1 Senador                |                                          |                    |                    |                          |
| Partido/Alianza                     | Partido/Alianza                          | Votos              | %                  | Electo                   |
|                                     | Partido Demócrata Progresista            | 4.182              | 36,39              | José Busso Olocco        |
|                                     | Partido Laborista - UCR Junta Renovadora | 4.052              | 35,26              |                          |
|                                     | Unión Cívica Radical                     | 2.990              | 26,02              |                          |
|                                     | Unión Cívica Radical de Santa Fe         | 269                | 2,34               |                          |
| Total de votos                      | Total de votos                           | 11.493             | 100                |                          |
| Electores registrados/participación | Electores registrados/participación      | 13.249             | 86,75              |                          |
| Vera 1 Senador                      |                                          |                    |                    |                          |
| Partido/Alianza                     | Partido/Alianza                          | Votos              | %                  | Electo                   |
|                                     | Partido Laborista - UCR Junta Renovadora | 5.077              | 63,40              | Juan Aguirre             |
|                                     | Unión Cívica Radical                     | 1.798              | 22,45              |                          |
|                                     | Partido Demócrata Progresista            | 1.098              | 13,71              |                          |
|                                     | Unión Cívica Radical de Santa Fe         | 35                 | 0,44               |                          |
| Total de votos                      | Total de votos                           | 8.008              | 100                |                          |
| Electores registrados/participación | Electores registrados/participación      | 11.420             | 70,12              |                          |